# Glacier du Miage
Pour les articles homonymes, voir Miage.
Ne doit pas être confondu avec le glacier de Miage qui se trouve sur le versant français.
Le glacier du Miage, anciennement glacier de Miage italien, en italien Ghiacciaio del Miage, est un glacier d'Italie situé en Vallée d'Aoste, sur le versant sud du massif du Mont-Blanc.

## Géographie
C'est le plus vaste glacier valdôtain et le plus grand du versant italien du massif du Mont-Blanc avec environ huit kilomètres de longueur.
Il est situé au sud du mont Blanc et débouche dans le val Vény qu'il barre par sa moraine terminale en formant le lac de Combal aujourd'hui comblé. La partie inférieure du glacier est entièrement recouverte de débris rocheux lui donnant sa couleur noire et contribuant à l'édification d'un système remarquable de moraines qui enserrent le Jardin du Miage.
Sur son parcours, il est rejoint par le glacier de Bionnassay, puis par le glacier du Dôme et enfin par le glacier du Mont-Blanc.

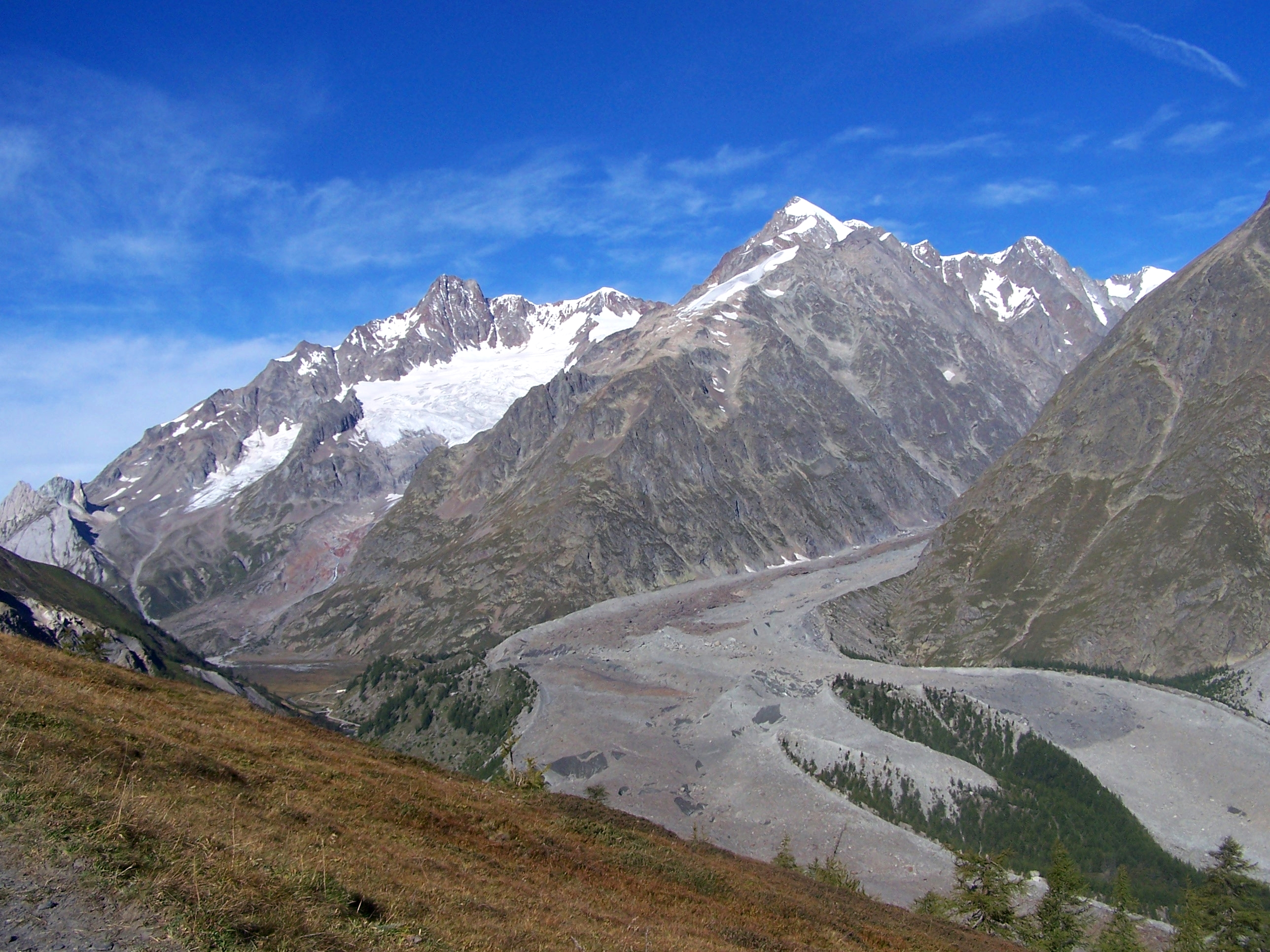
Vue du glacier du Miage depuis le plan Chécrouit avec le Jardin du Miage dans sa moraine terminale et en arrière-plan, le glacier de la Lex Blanche dominé par les aiguilles de Tré-la-Tête et des Glaciers.
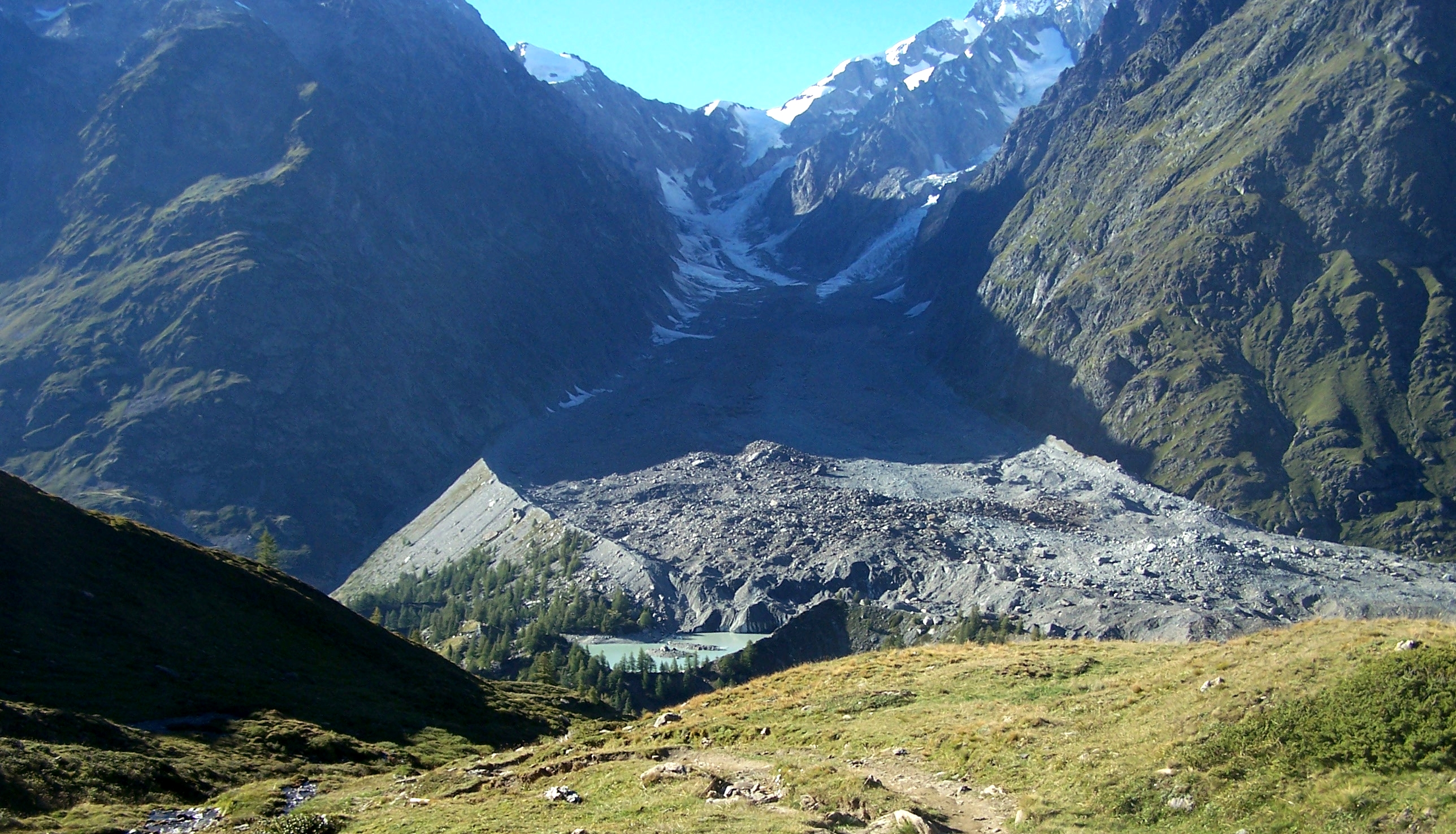
Débouché du glacier du Miage dans le val Vény avec à gauche sa moraine latérale, haute d'une centaine de mètres, qui barre le lac de Combal.
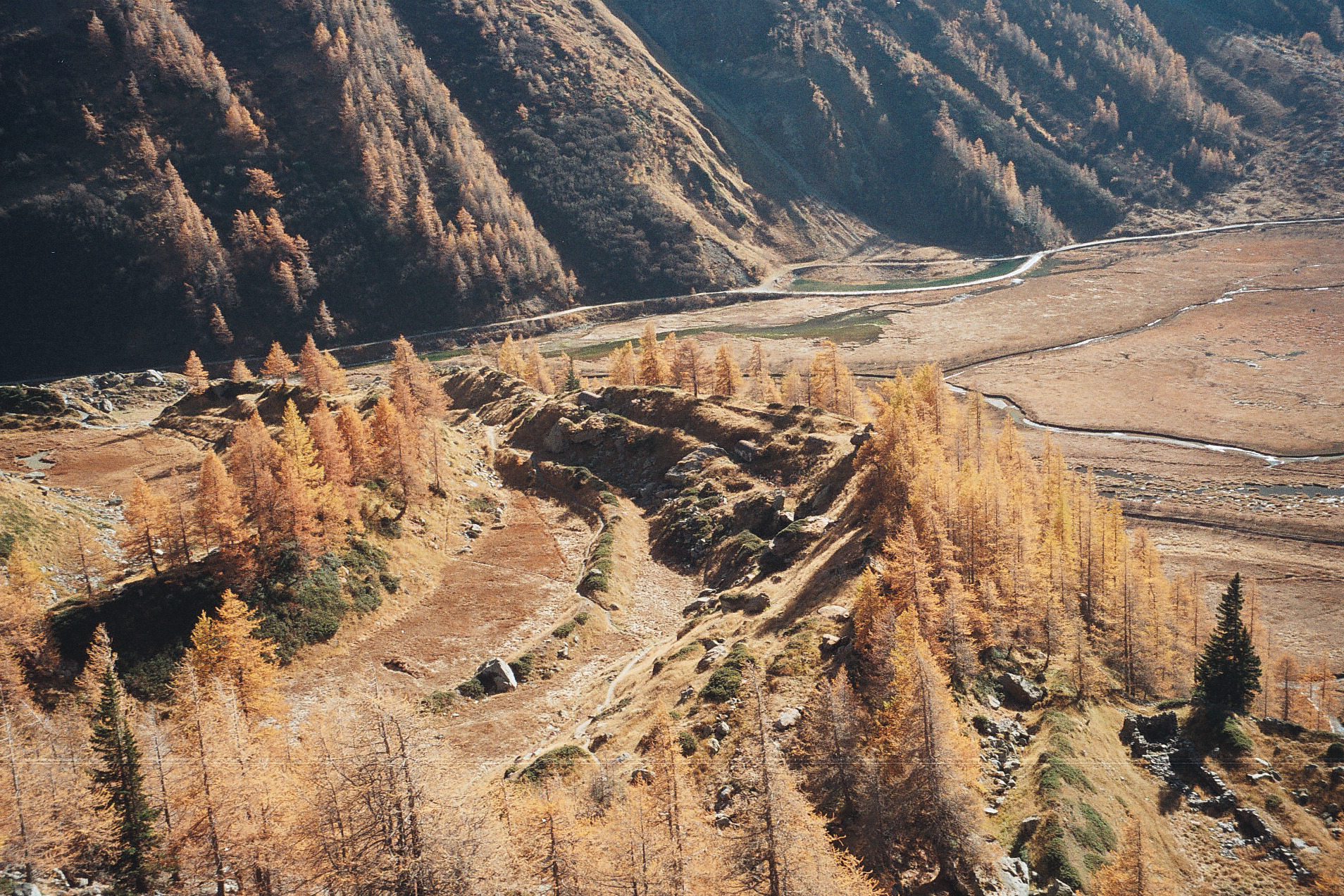
Étagement de moraines latérales du glacier du Miage.
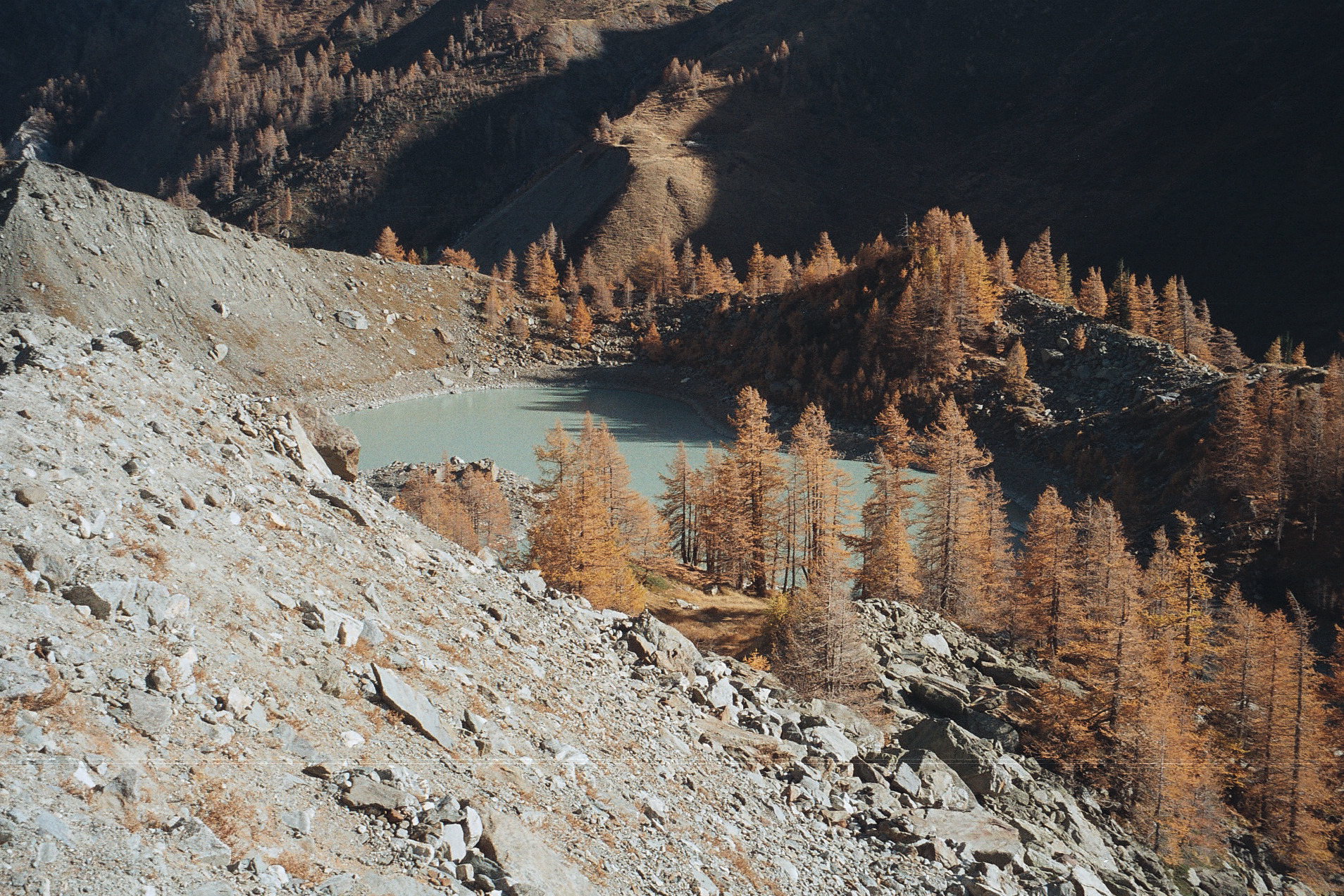
Le lac du Miage.
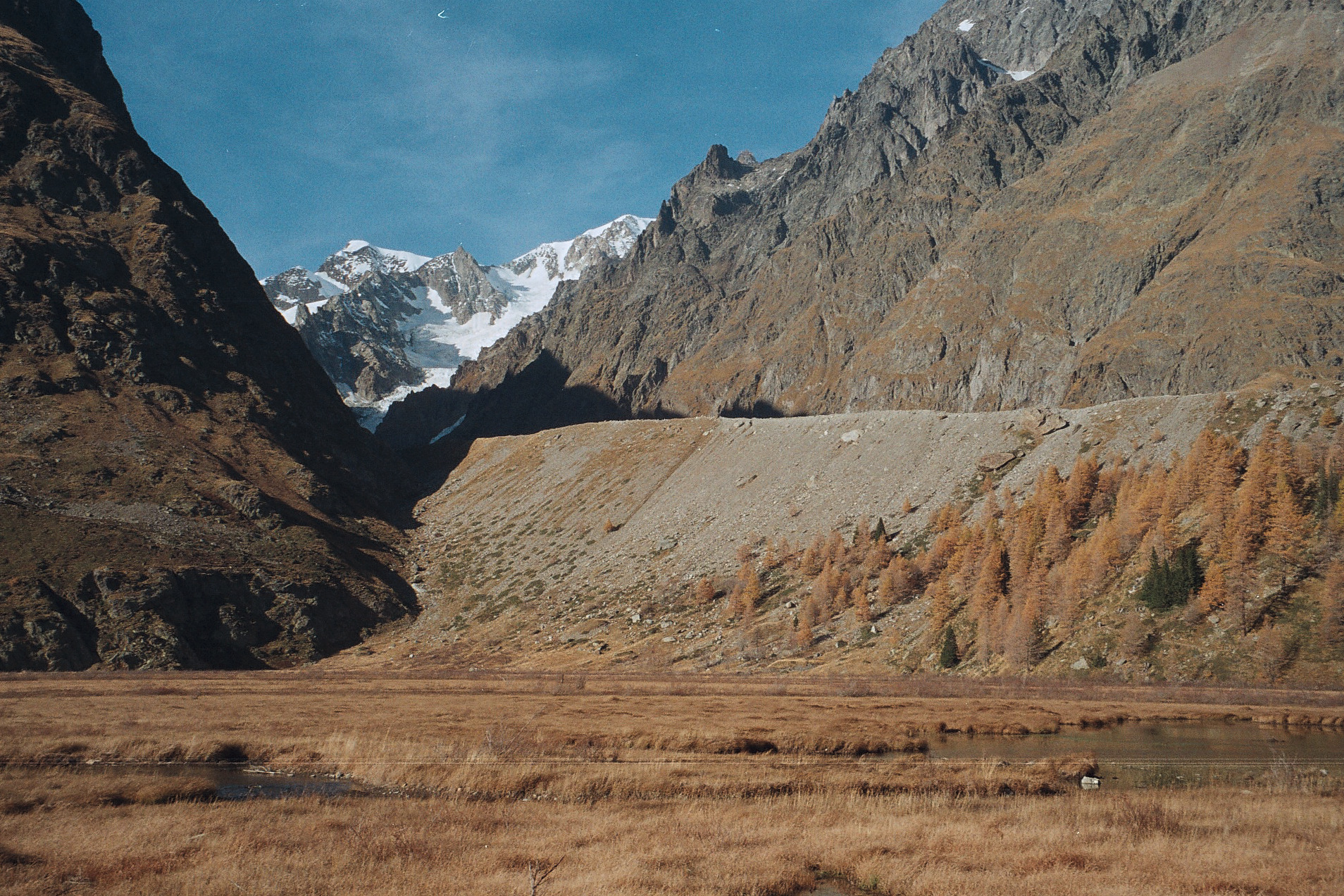
Moraine de la Visaille vue depuis le lac de Combal